# Перри (округ, Пенсильвания)
Округ Перри (англ. Perry County) располагается в штате Пенсильвания, США. Официально образован 22 марта 1820 года. По состоянию на 2010 год, численность населения составляла 45 969 человека.

## География
По данным Бюро переписи США, общая площадь округа равняется 1440,041 км2, из которых 1434,861 км2 суша и 5,180 км2 или 0,400 % это водоемы.

## Население
По данным переписи населения 2000 года в округе проживает 43 602 жителей в составе 16 695 домашних хозяйств и 12 320 семей. Плотность населения составляет 30,00 человек на км2. На территории округа насчитывается 18 941 жилых строений, при плотности застройки около 13-ти строений на км2. Расовый состав населения: белые — 98,54 %, афроамериканцы — 0,43 %, коренные американцы (индейцы) — 0,12 %, азиаты — 0,15 %, гавайцы — 0,01 %, представители других рас — 0,21 %, представители двух или более рас — 0,54 %. Испаноязычные составляли 0,69 % населения независимо от расы.
В составе 33,20 % из общего числа домашних хозяйств проживают дети в возрасте до 18 лет, 61,60 % домашних хозяйств представляют собой супружеские пары проживающие вместе, 7,80 % домашних хозяйств представляют собой одиноких женщин без супруга, 26,20 % домашних хозяйств не имеют отношения к семьям, 21,70 % домашних хозяйств состоят из одного человека, 9,30 % домашних хозяйств состоят из престарелых (65 лет и старше), проживающих в одиночестве. Средний размер домашнего хозяйства составляет 2,58 человека, и средний размер семьи 3,01 человека.
Возрастной состав округа: 25,50 % моложе 18 лет, 7,40 % от 18 до 24, 29,80 % от 25 до 44, 25,10 % от 45 до 64 и 25,10 % от 65 и старше. Средний возраст жителя округа 38 лет. На каждые 100 женщин приходится 98,40 мужчин. На каждые 100 женщин старше 18 лет приходится 96,90 мужчин.